# Distrito de la Bolsa de Diamantes

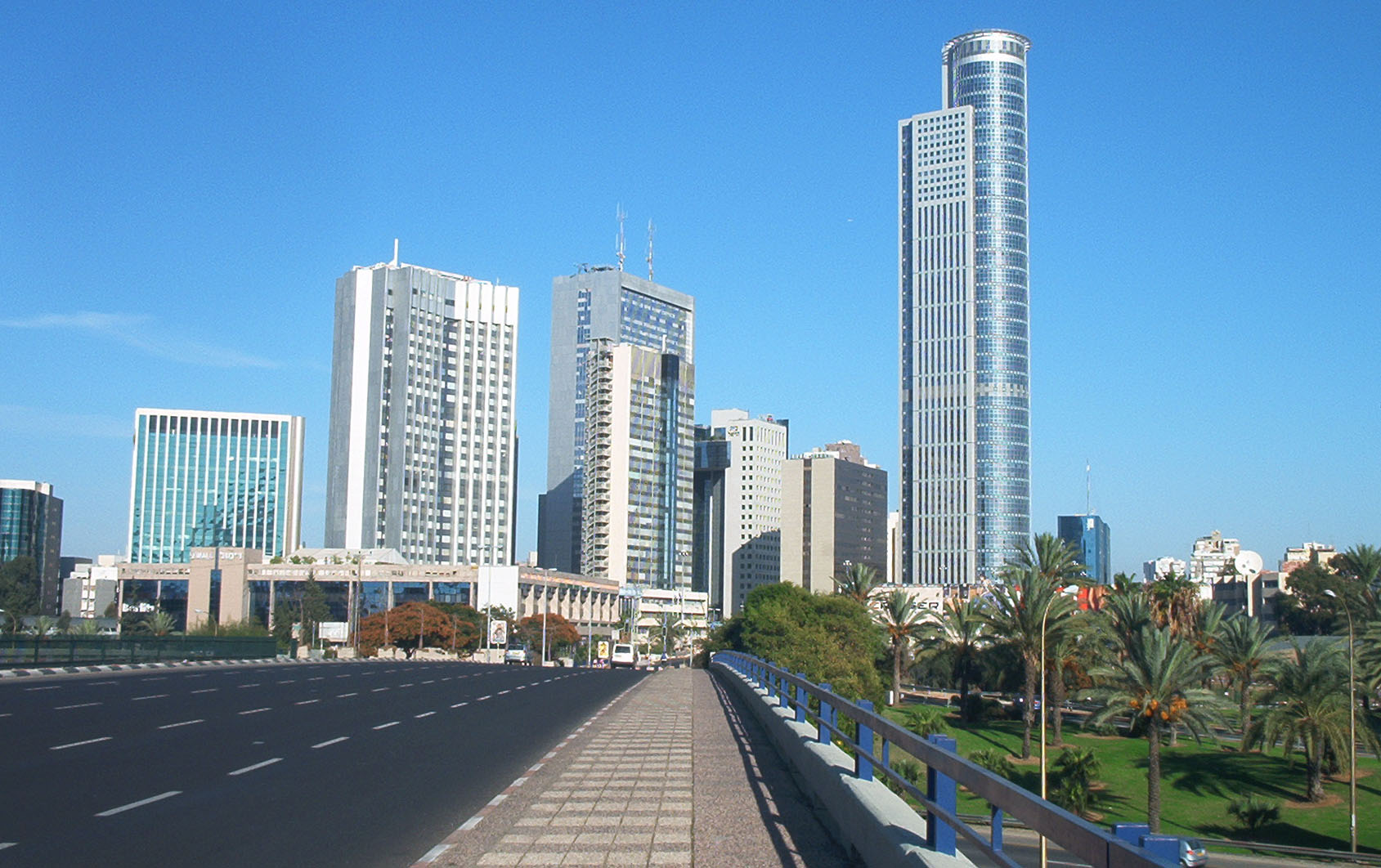
Distrito de la Bolsa de Diamantes.

El Distrito de la Bolsa de Diamantes es un barrio de la ciudad israelí de Ramat Gan. El barrio está situado junto a la Autovía Ayalón. La autovía separa Ramat Gan de Tel Aviv. El corazón de la industria israelí del diamante está ubicado en este distrito, así como el mayor centro de negocios del país.  
El complejo de edificios del distrito de la bolsa de diamantes está formado por cuatro edificios unidos por puentes, estos edificios son respectivamente: la Torre Maccabi, la Torre Shimshón, la Torre Noam, y la Torre Yahalom. 
Estos edificios constituyen la mayor bolsa de intercambio de diamantes del Mundo. Los cuatro edificios están situados justo en el centro del distrito de la bolsa de diamantes. En este mismo distrito podemos encontrar varios edificios importantes. La Torre Moshé Aviv es el edificio más alto de Israel y tiene una altura de 244 metros. Justo enfrente, la Torre Élite está todavía en construcción, se espera que esta torre tenga una mayor altura. El Leonardo City Tower Hotel es uno de los varios hoteles que se encuentran en el distrito, mientras que los otros edificios que cabe señalar son la Torre Ayalón y la Gibor Sport House.